# Djô
Djô, pseudonimo di Jorge Augusto Fernandes (Praia, 11 gennaio 1986), è un giocatore di calcio a 5 capoverdiano naturalizzato portoghese.

## Biografia
È fratellastro del coetaneo David Silva, calciatore professionista con alcune presenze anche con la nazionale maschile di calcio di Capo Verde.

## Palmarès
- Campionato portoghese: 6

Sporting CP: 2009-10, 2010-11, 2012-13, 2013-14, 2015-16, 2016-17
- Taça de Portugal: 4

Sporting CP: 2007-08, 2010-11, 2012-13, 2015-16
- Supertaça Portuguesa: 4

Sporting CP: 2008, 2010, 2013, 2014